# Malaysia Airlines

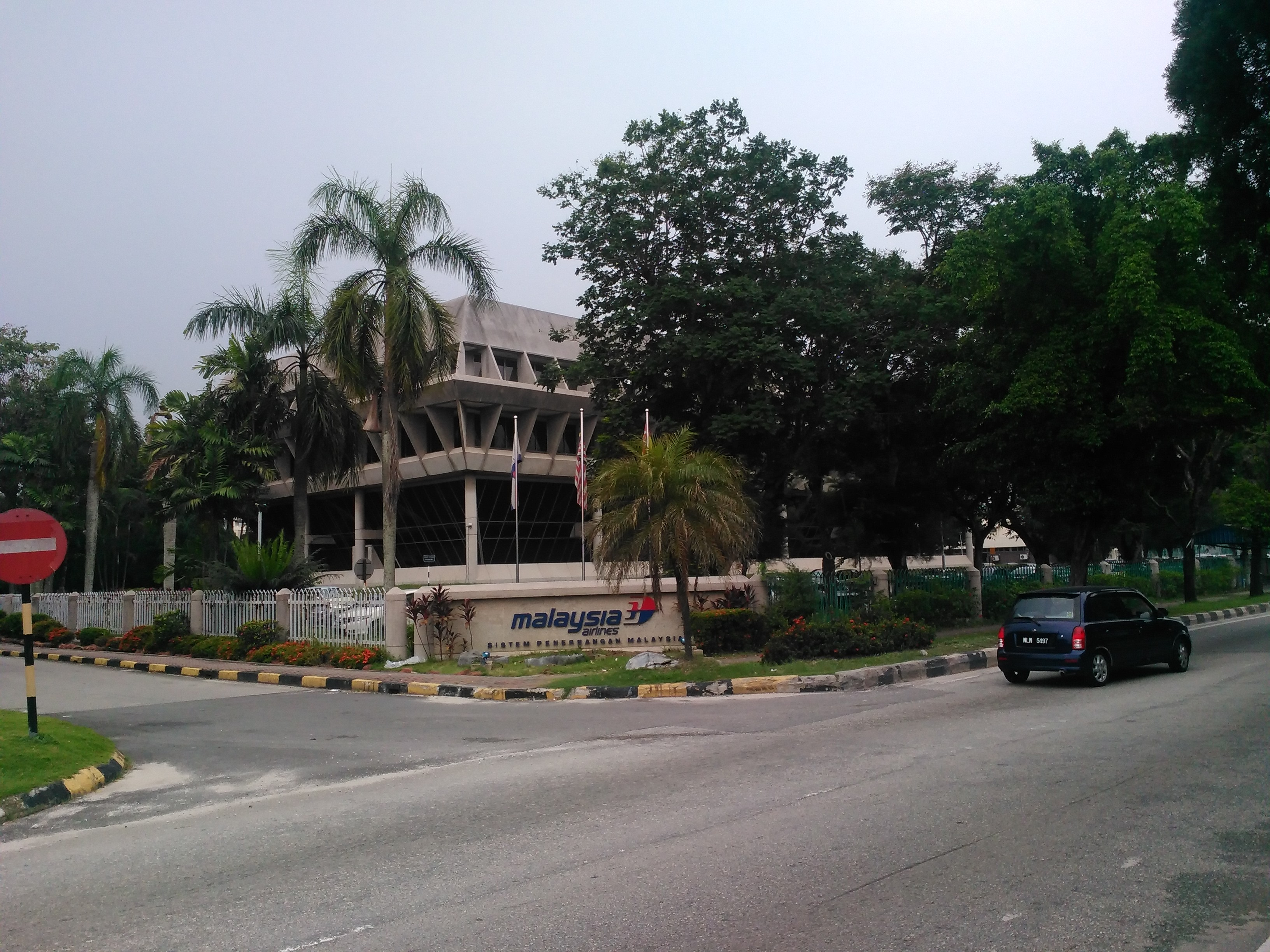
A sede da Malaysia Airlines

Malaysia Airlines System (MAS), (malaio: Sistem Penerbangan Malaysia), é a maior companhia aérea da Malásia, com sede na cidade de Kuala Lumpur. MAS é um membro da aliança aérea oneworld.
Iniciou suas operações em 12 de outubro de 1937 com o nome de Malayan Airways Limited (MAL). Entre 1 de outubro de 1972, a empresa mudou seu nome para a Malaysia Airlines System Berhad (MAS) de final, Em 1 de setembro de 2015 que antes de receber seu nome atual da nova Malaysia Airlines Berhad (MAB).
É apenas uma das quatro companhias aéreas que foi premiada com a classificação de cinco estrelas da Skytrax, juntamente com a Qatar Airways, Singapore Airlines e Cathay Pacific.
Teve perdas econômicas por um longo período, por isso em março 2006, a companhia lançou um drástico plano de reestruturação. Deixou 99 de suas 118 rotas domésticas, reduziu a frota de aeronaves reduzida e junto com isso demitiu um terço dos funcionários. Negociou um plano de orçamento com a companhia aérea AirAsia, que restaurou as linhas regionais.

## Frota

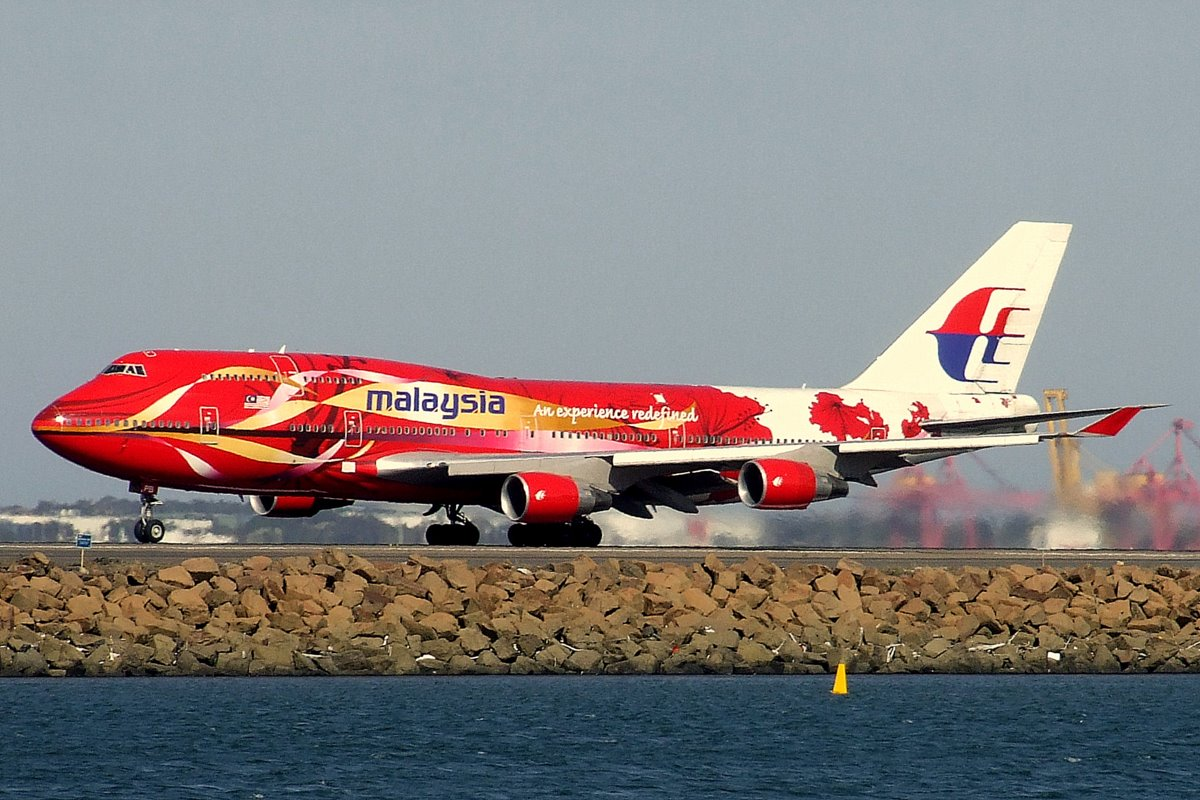
Boeing 747-400 9M-MPB de Malaysia Airlines com cores especiais "Hibiscus" livery

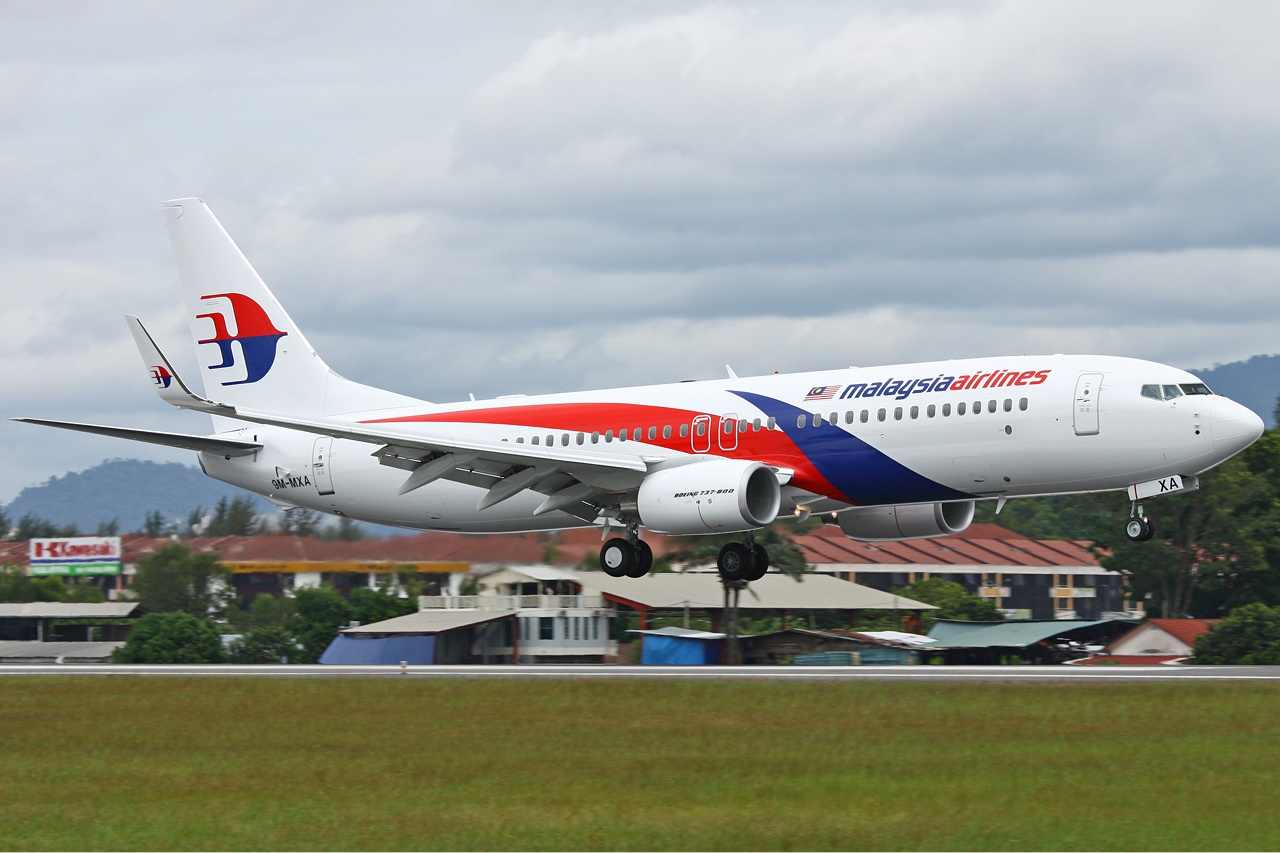
Um Boeing 737-800 de Malaysia Airlines em Novembro 2010

Em Março de 2025 a frota de Malaysia Airlines consiste em seguintes aeronaves:
| Airbus A330-200    | 4  | - | - |     |     |     |     |                                                                      |  |  |  |
| Airbus A330-300    | 15 | - | - | —   | 36  | 247 | 283 | 9M-MTE e 9M-OMP de livery no Oneworld.                               |  |  |  |
| Airbus A330-300    | 15 | - | - | —   | 27  | 263 | 290 | 9M-MTE e 9M-OMP de livery no Oneworld.                               |  |  |  |
| Airbus A330-900neo | 2  | - | - | TBA | TBA | TBA | TBA | Duas opções para locação a partir de Air Lease Corporation.          |  |  |  |
| Airbus A350-900    | 7  | - | - | TBA | TBA | TBA | TBA | Será proveniente de Air Lease Corporation. Entrega a partir de 2017. |  |  |  |
| Boeing 737-800     | 42 | - | - | —   | 16  | 144 | 160 | 9M-MXC livery na Oneworld e 9M-MXA de livery retro.                  |  |  |  |
| Boeing 737-800     | 42 | - | - | —   | 16  | 150 | 166 | 9M-MXC livery na Oneworld e 9M-MXA de livery retro.                  |  |  |  |
| Boeing 737 MAX     | 11 | - | - | TBA | TBA | TBA | TBA | As entregas a partir de 2020, as opções de modelos de 8 e 9          |  |  |  |
| Total              | 81 | 0 | 0 |     |     |     |     |                                                                      |  |  |  |

## Acidentes em 2014
No dia 8 de março de 2014, o Boeing 777 MH370 em voo de Kuala Lumpur (Malásia) a Beijing (China) desapareceu em torno do Oceano Índico com 239 pessoas a bordo. As suspeitas dos investigadores são de atentado terrorista, sequestro ou sabotagem.
A Malaysia Airlines teria deixado de pagar o Hotel onde os parentes das vítimas estariam hospedados, perto do Aeroporto Internacional  de Kuala Lumpur.
Em 17 de julho de 2014, um voo Boeing 777, que partia de Amsterdão (Países Baixos) para Kuala Lumpur (Malásia) caiu com 298 pessoas a bordo próximo à fronteira entre Ucrânia e Rússia, que disputam a região da Crimeia. O avião foi atingido por um míssil, cujo autoridades acreditam ter sido lançado por rebeldes pró-Rússia. Dentre as vítimas, 189 eram neerlandeses, 44 malaios, 27 australianos, 12 indonésios, 9 britânicos, entre outras nacionalidades.

## Outros acidentes
O voo Malaysia Airlines MH653 ou MAS653, foi uma rota aérea que ligava as cidades malaias de Penang e Kuala Lumpur utilizando um Boeing 737-2H6.
Em 4 de dezembro de 1977, a aeronave que fazia o voo foi supostamente sequestrada e cairia poucos minutos após a aproximação no Aeroporto Internacional de Kuala Lumpur, na Malásia, causando a morte dos 100 passageiros e tripulantes a bordo.
O voo Malaysia Airlines 2133 (MH2133) foi um voo que caiu em 15 de setembro de 1995 e matou 34 pessoas. O avião colidiu com um bairro pobre da Malásia durante a aproximação. Este foi o primeiro acidente envolvendo um Fokker 50.

Às 12:22 (UTC+8), quando a aeronave se aproximou da pista 17 no aeroporto de Tawau, aterrissou a 500 metros da pista e colidiu com uma favela do lado de fora do aeroporto.  Das 52 pessoas abordo, 19 pessoas sobreviveram.

## Ligação externa
- [www.malaysiaairlines.com «Sítio oficial»] Verifique valor |url= (ajuda)